# Trichostomum perpusillum
Trichostomum perpusillum là một loài rêu trong họ Pottiaceae. Loài này được Müll. Hal. ex Warnst. mô tả khoa học đầu tiên năm 1916.